# Paolo Porro
Paolo Porro (Génova, 27 de outubro de 2001) é um jogador de voleibol italiano que atua na posição de levantador.

## Carreira

### Clube
A carreira de Porro começou na academia de juniores do Colombo Genova. Na temporada 2017–18 foi contratado pelo Volley Treviso, na Série D, enquanto na temporada seguinte passou para o time titular, por onde disputou a Série B.
Na temporada 2020–21 estreou na primeira divisão italiana após fechar contrato com o Leo Shoes Modena, enquanto na temporada 2021–22, após acordo com o Pallavolo Padova, foi contratado pelo Allianz Milano para atuar na equipe da cidade de Milão pelas próximas 3 temporadas.

### Seleção
Em 2018 foi convocado para a seleção italiana sub-18, com a qual conquistou a medalha de bronze no Campeonato Europeu; em 2019, pela categoria sub-19, conquistou a medalha de ouro tanto no XV Festival Olímpico Europeu da Juventude como no Campeonato Mundial. Em 2020 conquistou a prata no Campeonato Europeu com a seleção de sub-20, onde foi eleito melhor levantador da competição; enquanto no ano seguinte esteve na seleção de sub-21, conquistando a medalha de ouro no Campeonato Mundial, onde foi eleito o melhor levantador do torneio.
Em 2022 conquistou a inédita medalha de ouro na primeira edição do Campeonato Europeu Sub-22, onde foi premiado como melhor jogador do torneio.

## Títulos
Seleção Italiana
- Festival Olímpico da Juventude Europeia: 2019

- Campeonato Mundial Sub-19: 2019

- Campeonato Mundial Sub-21: 2021

- Campeonato Europeu Sub-22: 2022

## Clubes
| Anos      | Clube            |
| --------- | ---------------- |
| 2017–2020 | Volley Treviso   |
| 2020–2021 | Leo Shoes Modena |
| 2021–     | Allianz Milano   |

## Prêmios individuais
- 2019: Campeonato Mundial Sub-19 – Melhor levantador
- 2020: Campeonato Europeu Sub-20 – Melhor levantador
- 2021: Campeonato Mundial Sub-21 – Melhor levantador
- 2022: Campeonato Europeu Sub-22 – MVP